# 열병식

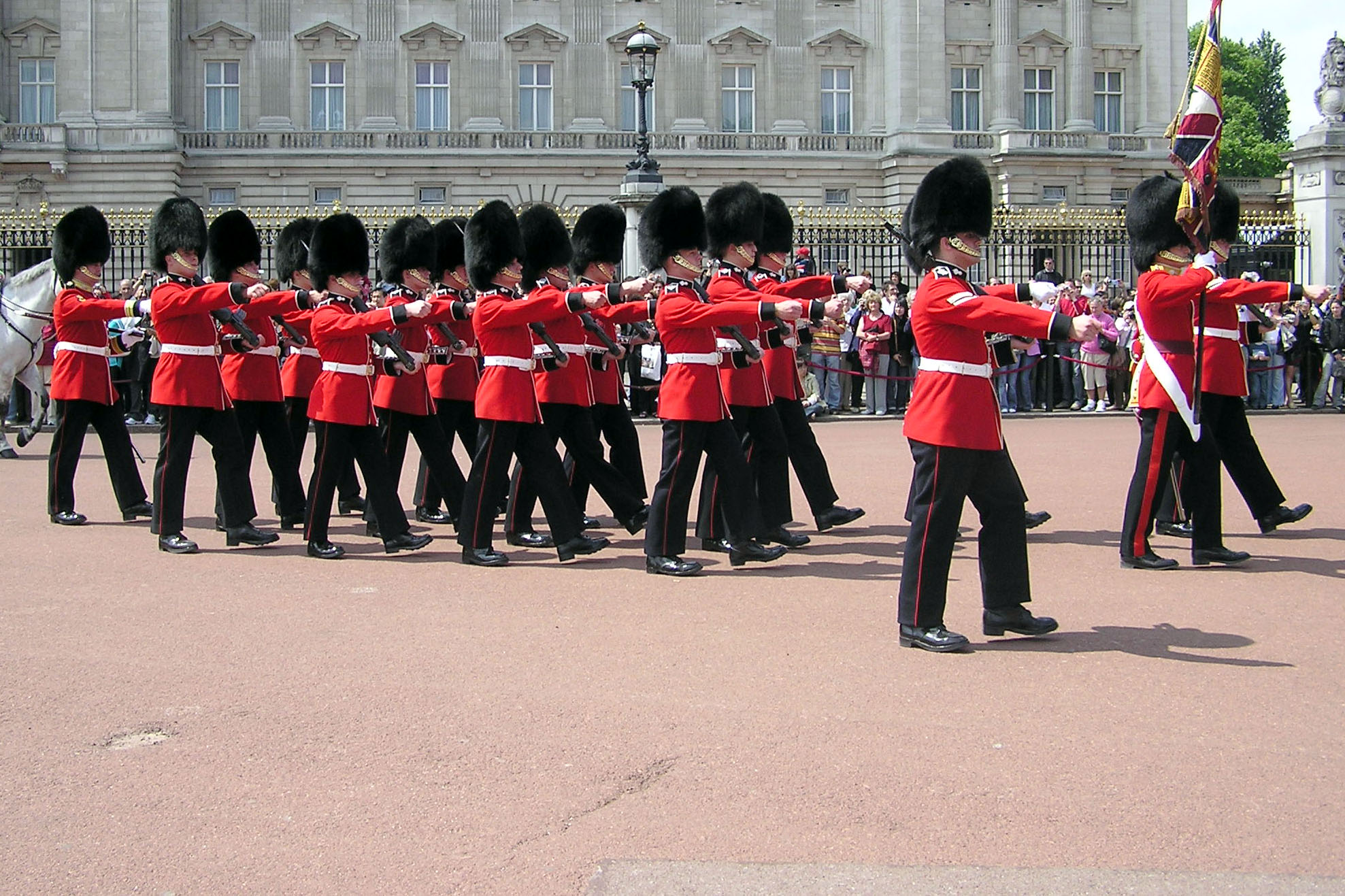
영국 런던의 버킹검 궁 앞에서 근위척탄병들이 열병식을 하고 있다.

열병식(閱兵式, 영어: military parade)은 제식 또는 행군이라는 밀집 기동에 따라 움직이는 군인들의 행렬이다. 분열식과 함께 관병식을 구성하고 일반적으로 분열식보다 먼저 행해진다.
과거에는 정렬한 군대의 앞을 지나면서 검열하는 의식으로서 전술적인 목적이 컸으나 오늘날의 열병식은 자국의 군사력을 과시하려는 프로파간다의 목적으로 많이 시행된다. 군대에 대한 자부심과 국방력을 과시하는 측면에서 군국주의, 전체주의적 성향이 짙을 수록 열병식에 더 신경을 많이 쓴다.
유사한 행사로는 해군의 관함식, 공군의 에어쇼 등이 있다.

## 세계 여러 나라의 열병식
| 국가별 특징 | 대한민국      | 조선 민주주의 인민공화국                  | 중화인민공화국                        | 인도                    | 러시아                               |
| ----------- | ------------- | ----------------------------------------- | ------------------------------------- | ----------------------- | ------------------------------------ |
|             | 손동작에 중점 | 수준이 우수하고 강도가 높으나 환경이 열악 | 지원이 많고 행사 준비에 심혈을 기울임 | 아크로바틱하고 이색적임 | 완성도 높은 열병식으로 웅장함이 특징 |

### 대한민국
대한민국에서는 주로 국군의 날에 실시한다. 발동작에 신경을 쓰는 동구권과 다르게 팔동작에 더 중점을 둔다.  팔의 각도가 130도가 되게 하며 행진 중에 하나 둘 구호를 넣는다.
특이하게 국군의 날 열병식에 선두에 서는 것은 육군사관학교 생도들이다.

### 조선 민주주의 인민 공화국

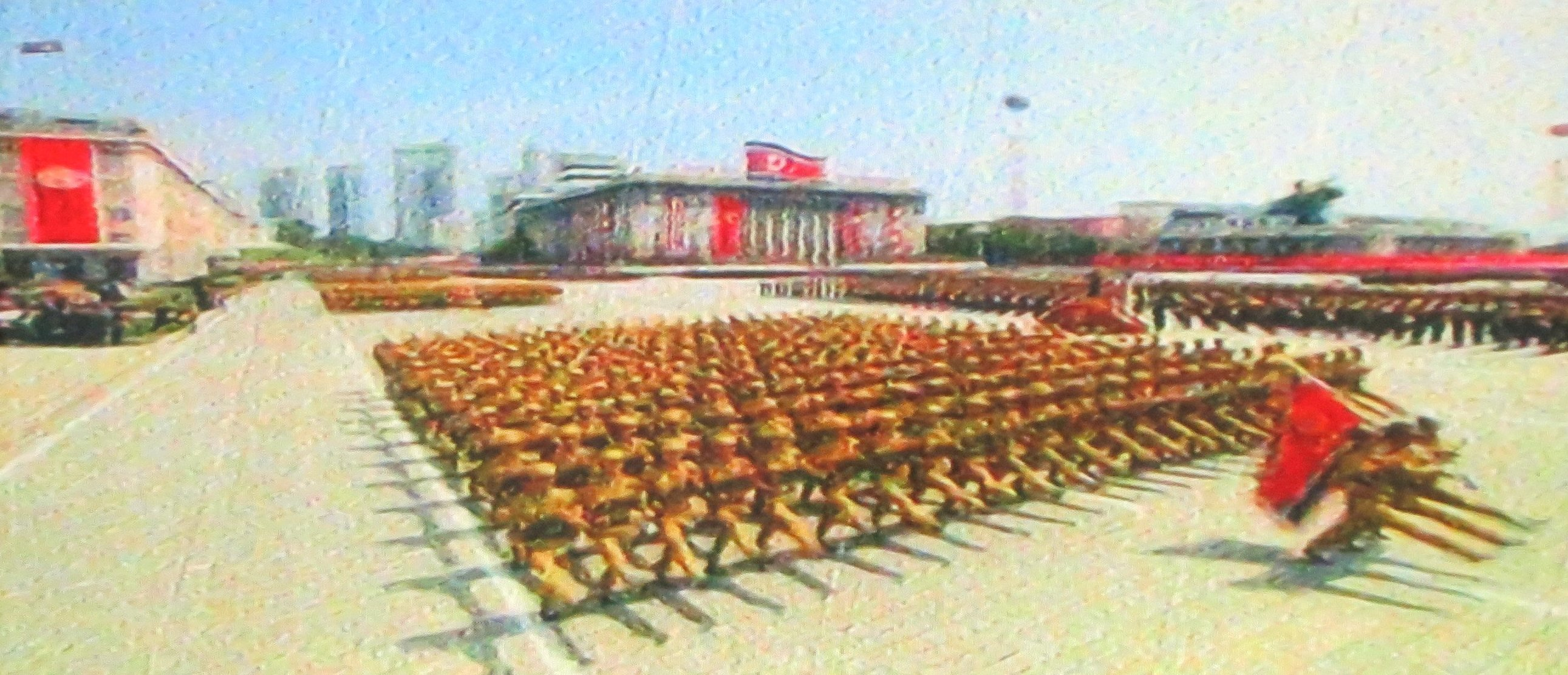
조선 민주주의 인민 공화국 열병식

조선 민주주의 인민 공화국은 선군정치를 하는 국가로서 열병식에서 최신 무기를 공개한다.
2020년 10월 10일 평양 김일성 광장에서 최신 미사일 기술이 집약된 신형 ICBM과 SLBM을 공개했다.
중화인민공화국 이상으로 열병식에 많은 신경을 쓴다. 다리를 90도 이상으로 올리는 열병식 훈련으로 인해 관절에 무리가 가고 내장에도 충격이 간다. 중화인민공화국보다 열악한 환경에서 연습을 하기 때문에 경제적인 지원도 적으며 복장도 열악하다.

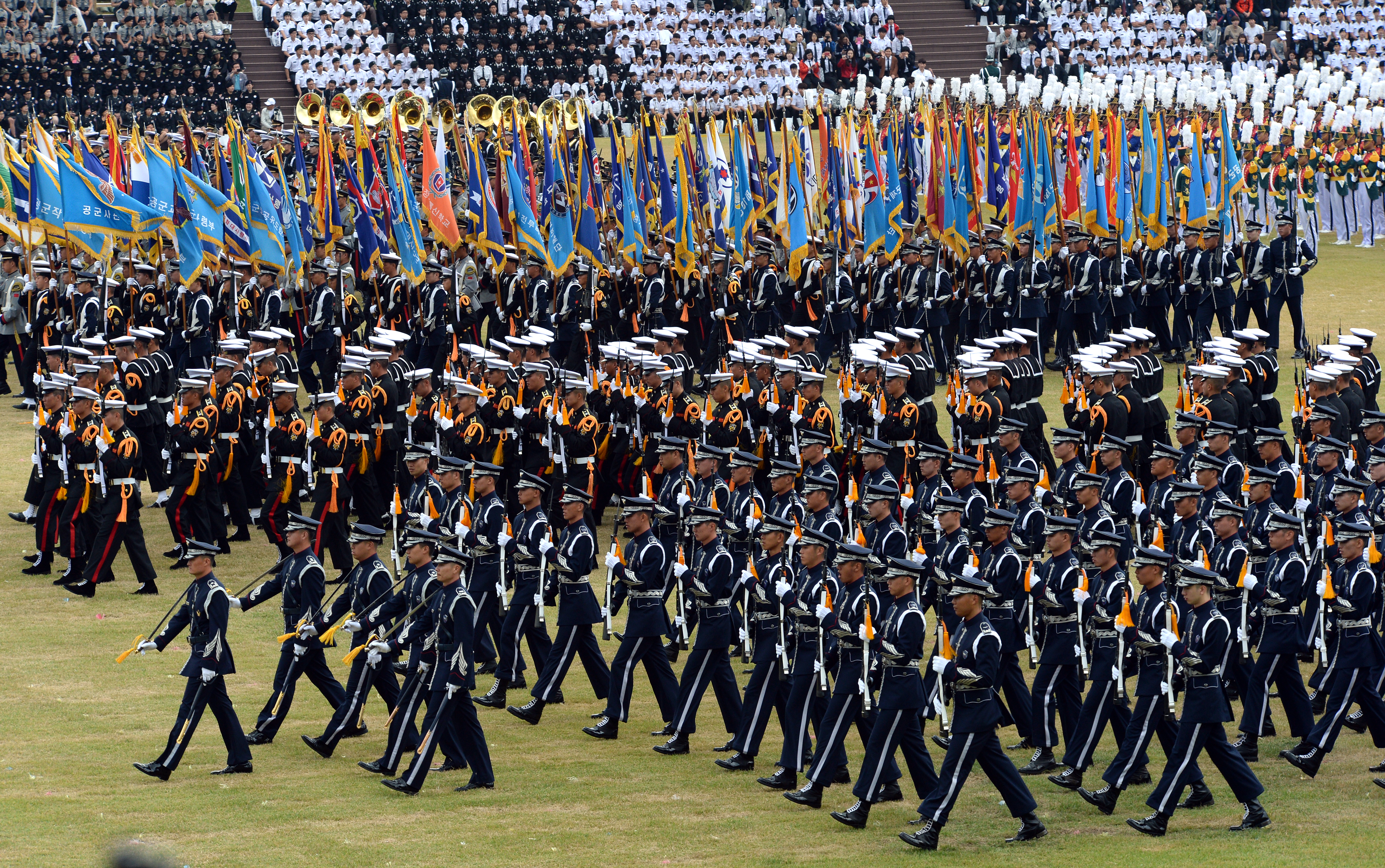
건군 66주년 기념 국군의날 행사

### 중화인민공화국
중화인민공화국의 열병식은 엄격하기로 유명하다.

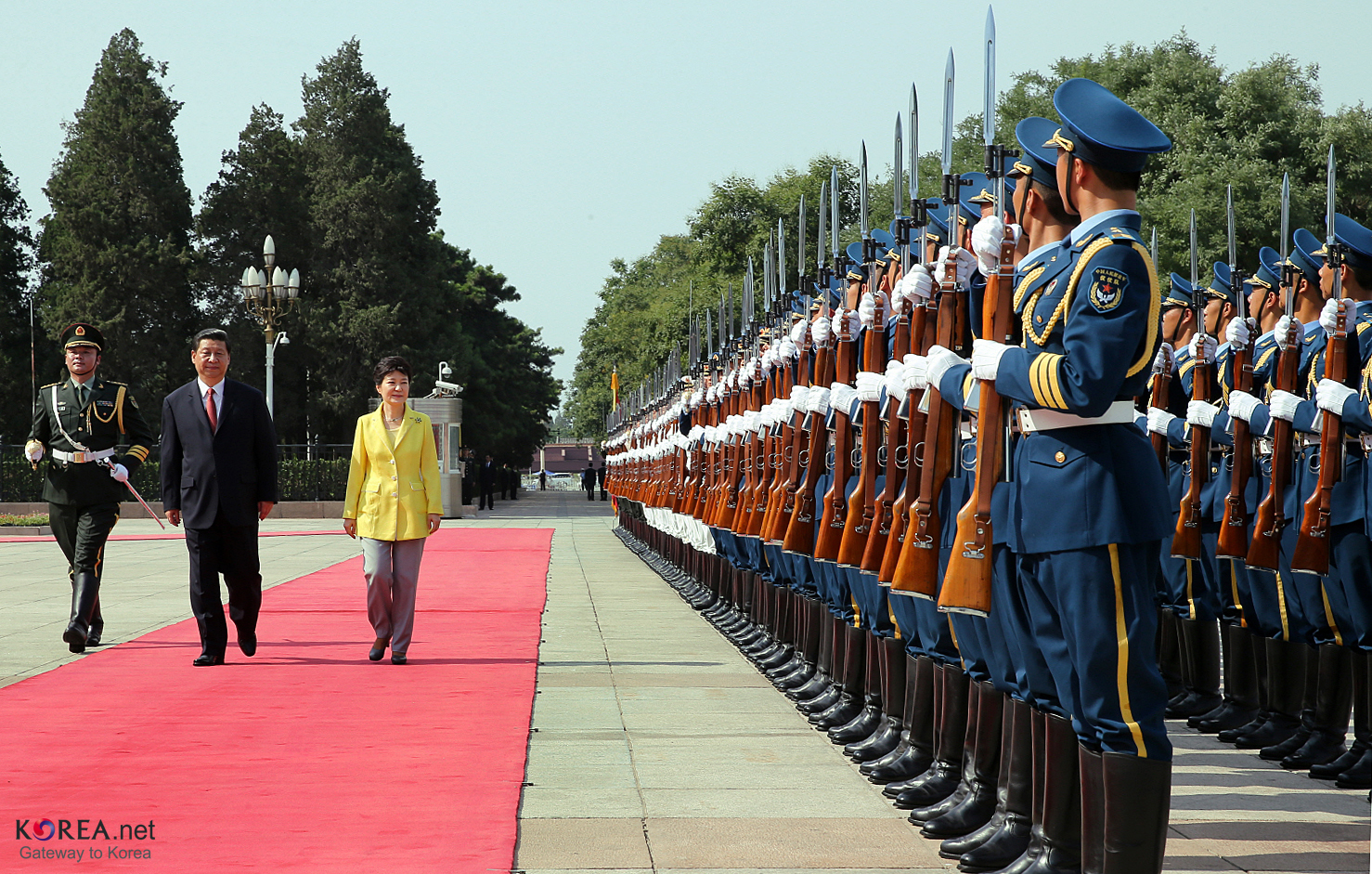
중화 인민공화국

열병식을 위해 선발 과정을 거치게 되는데 까다로운 신체조건, 가족관계, 나이 등 엄격한 조건을 요구하는 것으로 알려져 있다. 수개월 동안 행사를 위해 연습하며 군화 바닥에 구멍이 생길 정도의 훈련강도로 열병식을 준비한다. 오와 열을 맞추기 위해 인공위성과 레이저 장비까지 이용한다.

### 인도

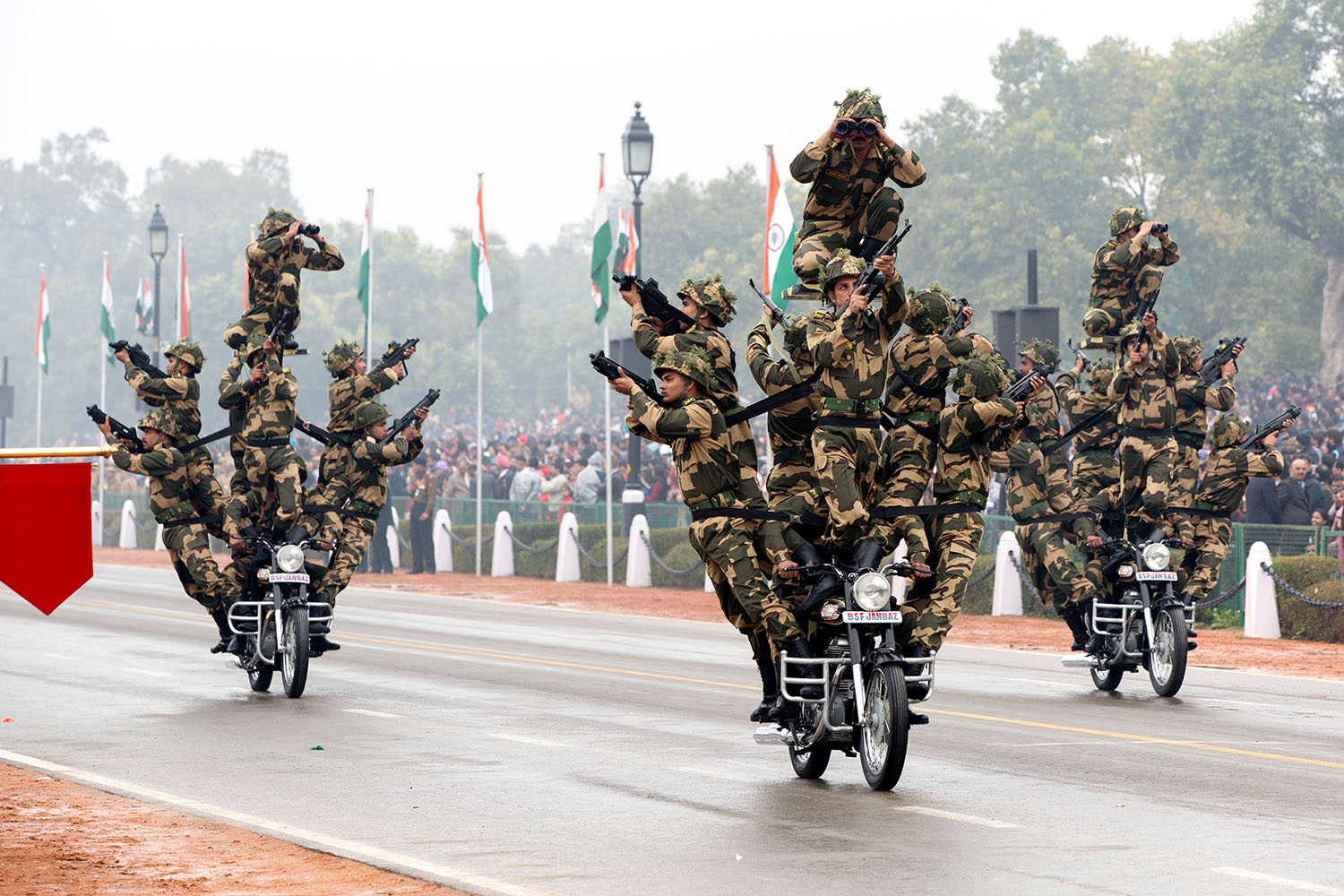
인도의 열병식

기예에 가까운 수준으로 경이로운 열병식을 선보이기로 유명하다. 이색적이고 아크로바틱한 열병식으로 보는 이들의 눈길을 끈다.

### 러시아

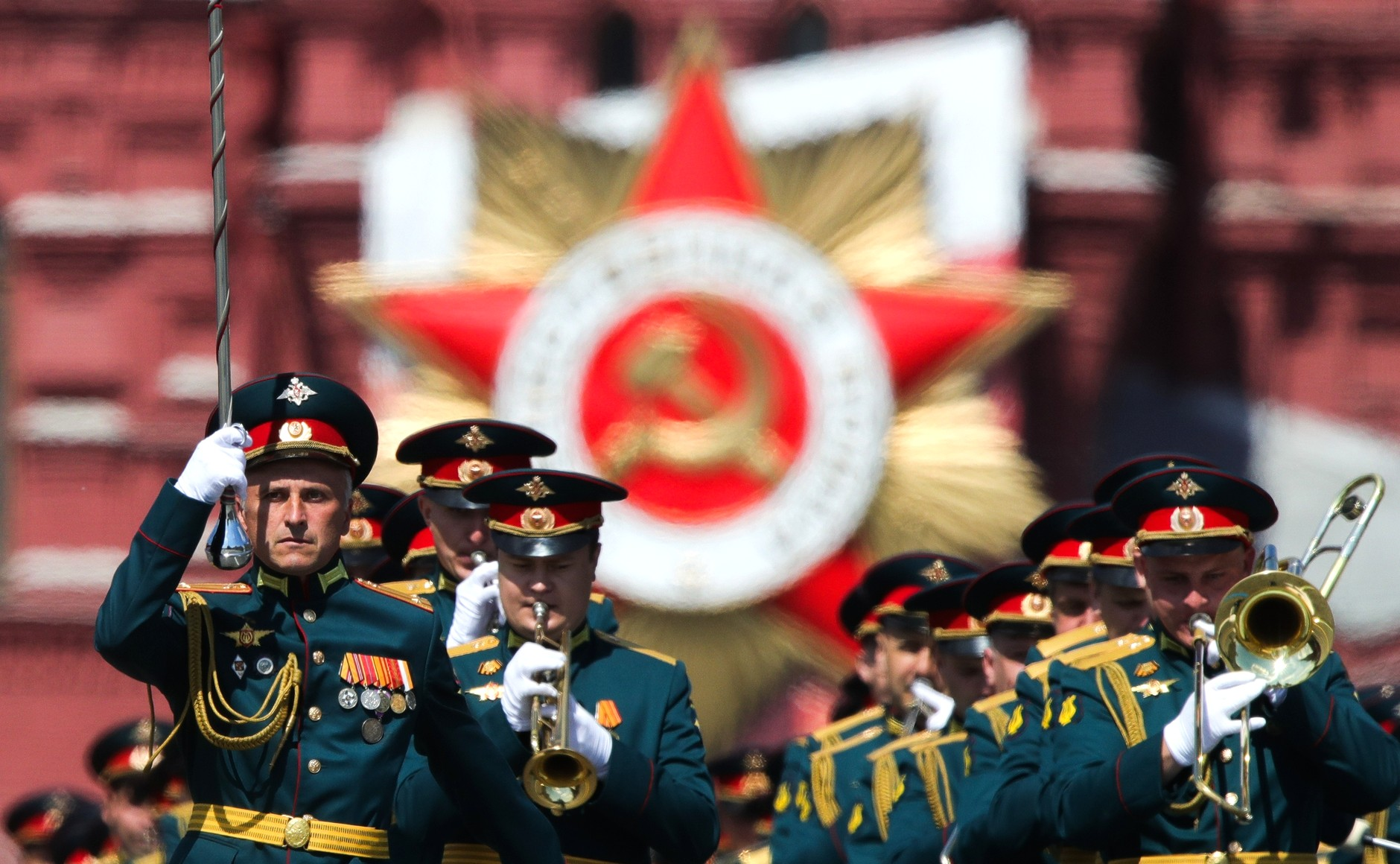
러시아 열병식

완성도 높은 열병식으로 유명하며 일사분란하고 우렁찬 걸음이 특징이다. 대표적인 열병식으로는 승리의 날 열병식이 매년 5월 9일 실시되고 있다. 소련시절 열병식에서 러시아는 모든 무기가 총출동하는 군사력 과시의 장이었다. 소련 해체 이후로도 구 소련에 소속됐던 국가들도 여전히 승리의 날 퍼레이드를 실시하고 있다.
모스크바 열병식을 기준으로 러시아 국기와 승리의 깃발을 든 군인들이 입장하고 국방장관이 군인들을 사열한다. 대통령의 연설을 듣고 군인들이 우라를 외치며 국가가 울린뒤 선두에 있는 제병 사령관의 구령이 떨어지면 본격적인 열병식이 시작된다.

## 같이 보기
- 차려
- 군악대
- 행진
- 행진곡

## 참고 자료
- https://ko.dict.naver.com/#/entry/koko/ff42596b037f48d993adc174fedd6f91
- https://terms.naver.com/entry.nhn?docId=1126811&cid=40942&categoryId=31734